# Hans Jürgen Fink
Hans Jürgen Fink (* 1942 in Osthelden) ist ein deutscher Journalist. Er war von 1994 bis 1998 Regierungssprecher des Landes Sachsen-Anhalt.

## Leben

### Ausbildung
Hans Jürgen Fink wuchs in Rees auf und erlangte 1961 das Abitur in Emmerich am Rhein. Danach studierte er bis 1966 Wirtschafts- und Sozialwissenschaften in Köln und Göttingen.

### Werdegang und Wirken
Fink nahm von 1967 bis 1968 zunächst eine Forschungstätigkeit an der Ökonomischen Hochschule Prag wahr und betrieb von 1968 bis 1979 Kommunismus- und DDR-Forschung in der Friedrich-Ebert-Stiftung und in der Deutschen Gesellschaft für Auswärtige Politik in Bonn. Anschließend nahm er eine journalistische Tätigkeit von 1979 bis 1985 als Redakteur im Deutschlandfunk in Köln auf. Von 1985 bis 1990 war er Deutschland-Korrespondent in West-Berlin und von 1990 bis 1994 Deutschland-Korrespondent in Potsdam.
Fink war von 1994 bis 1998 unter Ministerpräsident Reinhard Höppner (SPD) Regierungssprecher des Landes Sachsen-Anhalt. Nach zwei Jahren im Amt des Regierungssprechers trat er in die SPD ein.
Danach war er von 1998 bis 2000 Sprecher der EXPO-Korrespondenzregion Sachsen-Anhalt. Er kehrte in den Journalismus zurück und war von 2000 bis 2002 Redakteur im Deutschlandfunk Köln und von 2002 bis 2007 Redakteur, Abteilungsleiter, Chef vom Dienst im Deutschlandradio Kultur in Berlin. Danach wurde er als freier Journalist tätig.